# Îles de l'estuaire et du golfe du Saint-Laurent
Vous pouvez aider à l'améliorer ou bien discuter des problèmes sur sa page de discussion.
- Il peut contenir un travail inédit ou des déclarations non vérifiées. Vous pouvez l’améliorer en ajoutant des références. (Marqué depuis janvier 2023)

Vous pouvez aider à l'améliorer ou bien discuter des problèmes sur sa page de discussion.
- Il ne cite pas suffisamment ses sources. Vous pouvez indiquer les passages à sourcer avec {{référence nécessaire}} ou {{Référence souhaitée}}, et inclure les références utiles en les liant aux notes de bas de page. (Marqué depuis janvier 2023)

- Archive Wikiwix
- Bing
- Cairn
- DuckDuckGo
- E. Universalis
- Gallica
- Google
- G. Books
- G. News
- G. Scholar
- Persée
- Qwant
- (zh) Baidu
- (ru) Yandex
- (wd) trouver des œuvres sur Wikidata

Cet article contient une liste non exhaustive de l'ensemble des îles du fleuve Saint-Laurent au Canada, principalement au Québec (dans ses parties estuaire, moyen estuaire et golfe) et classées d'ouest (île d'Orléans) en est (îles de la Madeleine). Une grande partie des vingt-huit refuges d'oiseaux migrateurs situés dans la province de Québec, sont situés dans l'estuaire du fleuve Saint-Laurent et dans le golfe du Saint-Laurent.
Les noms fleuve Saint-Laurent et golfe du Saint-Laurent, font partie des quatre-vingt-un noms d'intérêt pancanadien.

## Géographie

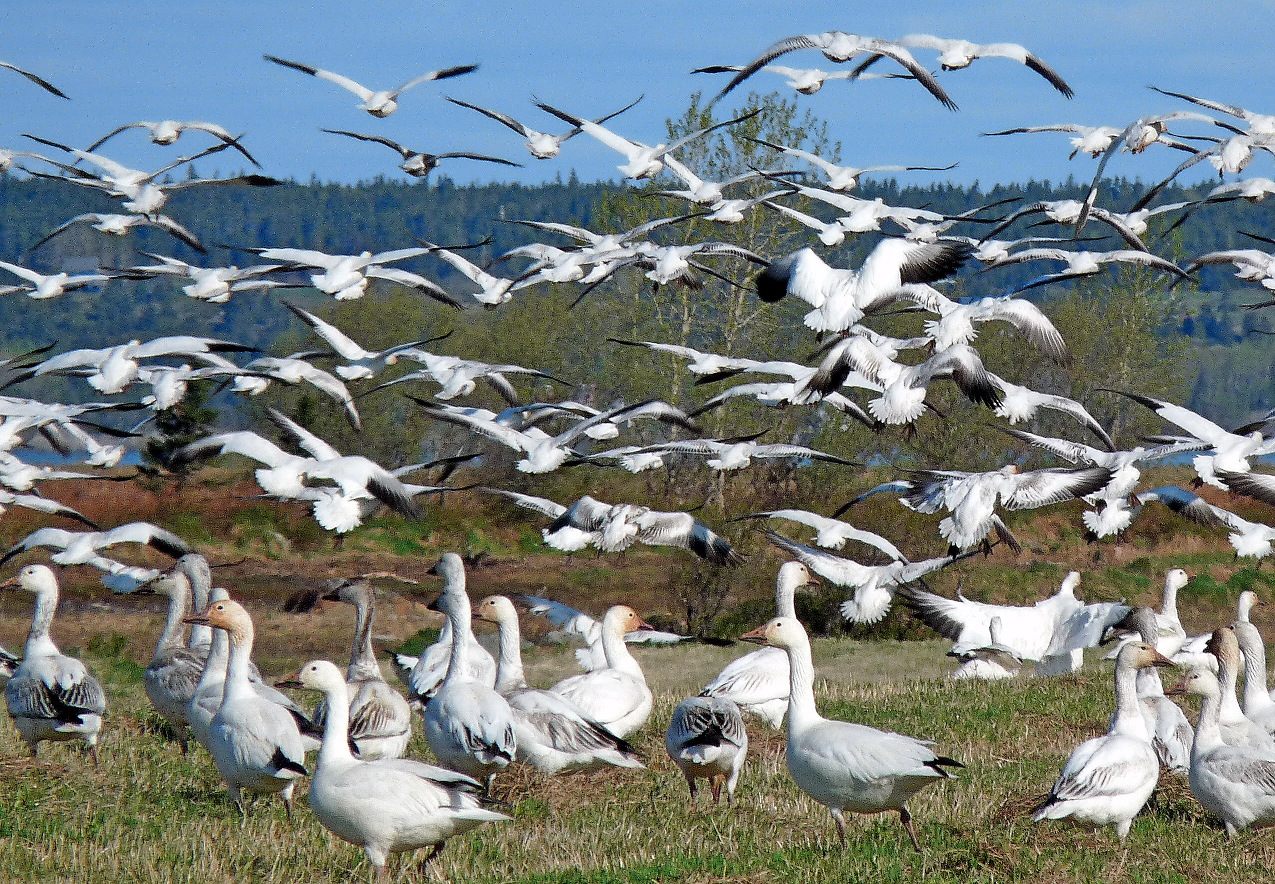
Oies blanches sur la Réserve Nationale de Faune de la Baie de L'Isle-Verte.

Des dizaines d'îles sont éparpillées sur un territoire de 152 000 km2 qui couvre l'estuaire du Saint-Laurent et du golfe Saint-Laurent. Ce vaste espace marin commence à l'est de la Ville de Québec et se termine aux limites est du golfe du Saint-Laurent, près des provinces canadiennes de l'Atlantique.
Bien que l'on retrouve environ une centaine d'îles dans l'estuaire maritime et le golfe du Saint-Laurent, il n'y en a aucune sur la côte gaspésienne entre Rimouski et Percé, soit environ 375 kilomètres de littoral.
La pointe ouest de l'île d'Anticosti, marque la fin du fleuve et le commencement du golfe.
Les régions du Québec auxquelles sont rattachées ces îles sont : 
- Région de Québec, la partie est de cette région ;
- Chaudière-Appalaches, le littoral de Bellechasse, Montmagny, Lislet et une partie de Kamouraska ;
- le Bas-Saint-Laurent, le littoral complet : de Kamouraska à Rimouski ;
- La Haute-Côte-Nord, le littoral complet : de Tadoussac, au confluent de la rivière Saguenay à Baie-Trinité en passant par Baie-Comeau ;
- la Basse-Côte-Nord, aussi nommée région de Duplessis, le littoral complet 400 kilomètres, de Baie-Trinité à Blanc Sablon, frontière du Labrador ;
- Le Golfe-du-Saint-Laurent déjà appelée Basse Côte-Nord, le littoral complet ;
- la Gaspésie ;
- la baie des Chaleurs est un bras du golfe du Saint-Laurent séparant la péninsule gaspésienne du Nouveau-Brunswick ;
- les îles de la Madeleine.

Ainsi que toutes les zones côtières des provinces maritimes du Canada, sur le golfe du Saint-Laurent:
- La côte ouest de l'île de Terre-Neuve.
- La partie nord de la Nouvelle-Écosse.
- La partie nord de l'Île-du-Prince-Édouard.
- Les côtes est et nord du Nouveau-Brunswick.

## Moyen estuaire

### Région de Québec

#### Île d'Orléans
L'île d'Orléans est longue de 32 kilomètres et habitée par près de 7000 personnes. Reliée à la Côte-de-Beaupré par le pont de l'île d'Orléans depuis 1935, elle est située à seulement 15 minutes du centre-ville de Québec. L'île abrite plus de 600 bâtiments datant du régime français (avant 1760). L'agriculture occupe la majeure partie du territoire : l'horticulture est florissante et la culture de la pomme de terre et de la célèbre « fraise de l'Île » ont fait la réputation de ce « jardin de Québec ».

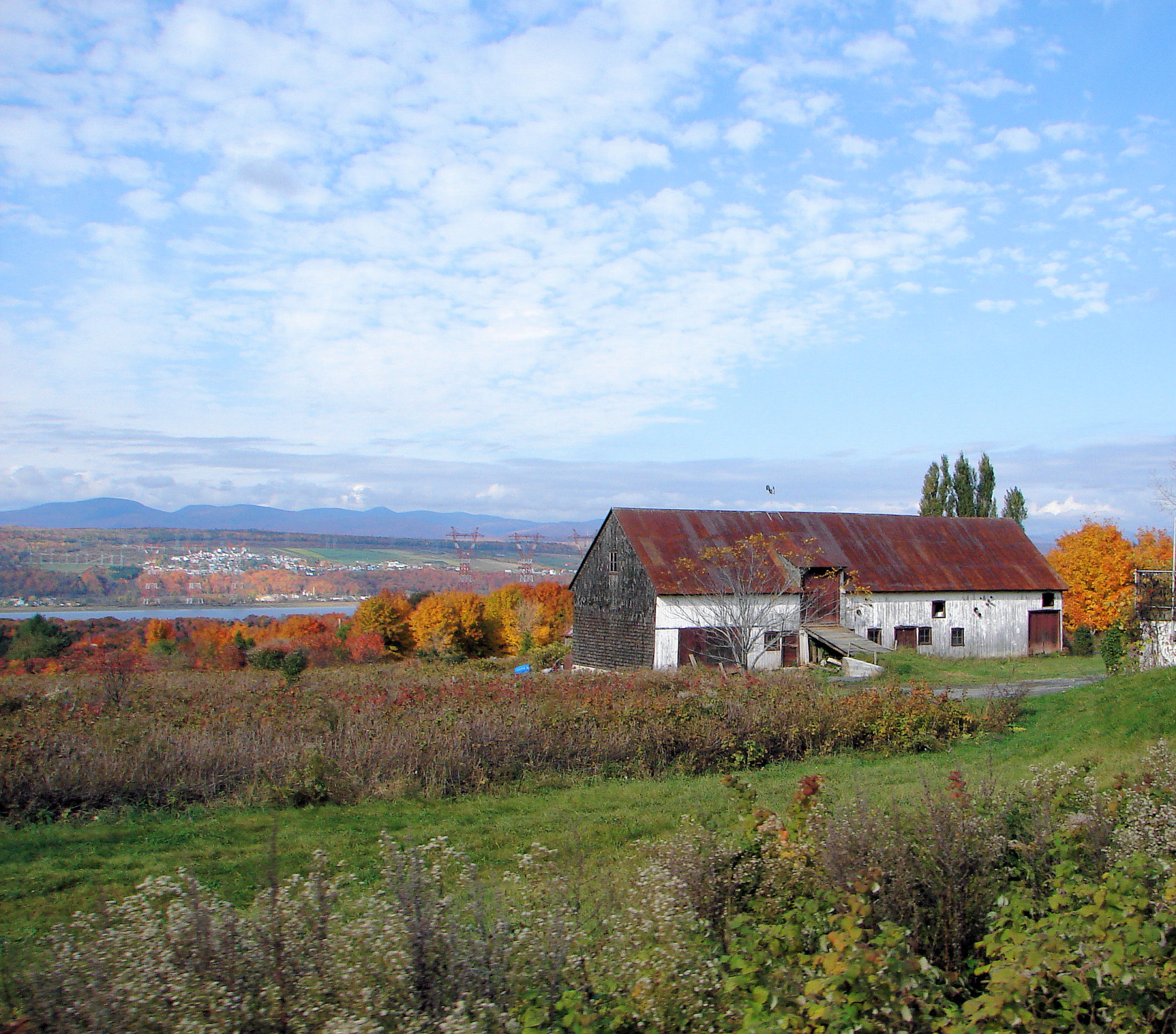
L'île d'Orléans avec en arrière-plan, le fleuve, la Côte de Beaupré et les Laurentides.
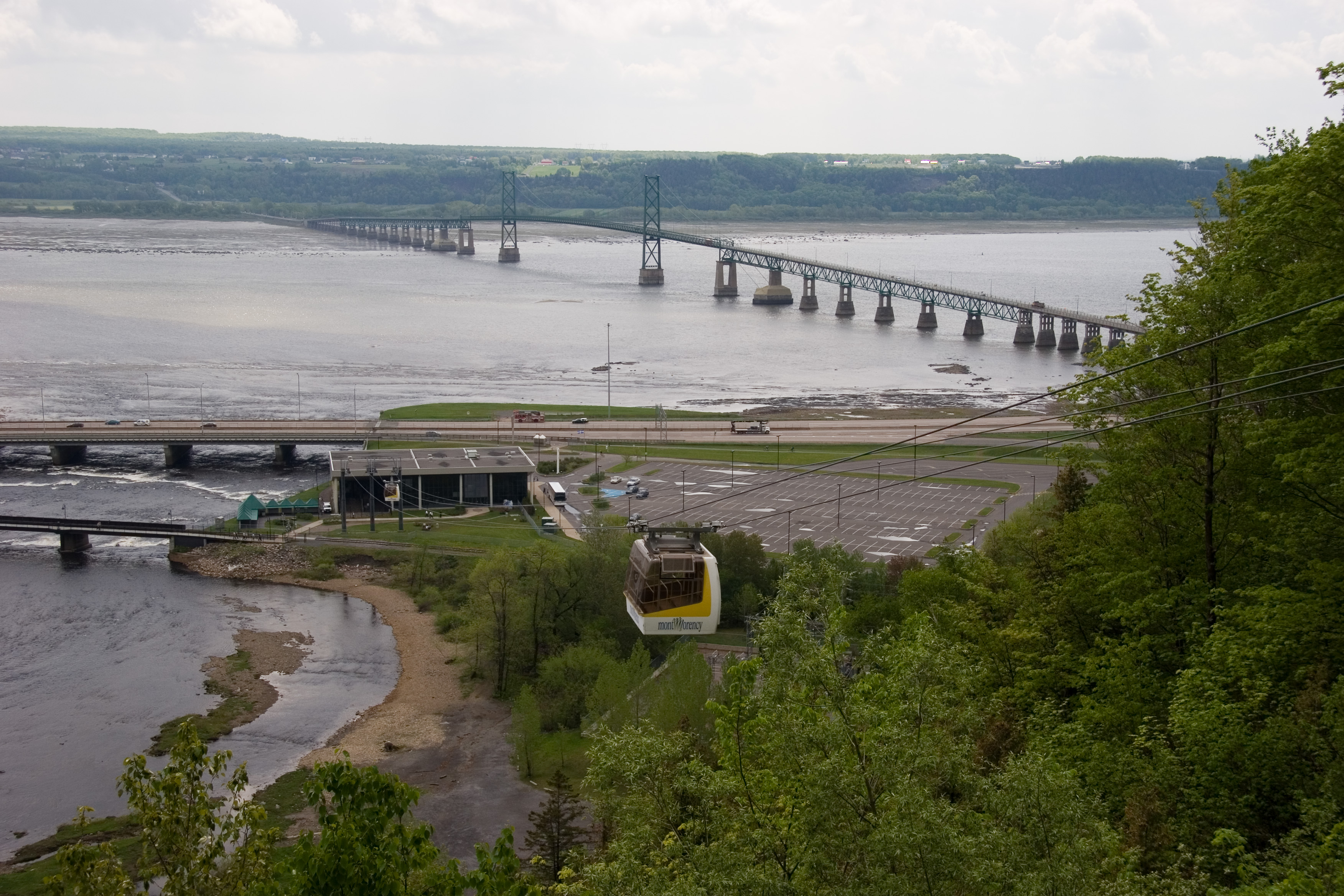
Pont de l'île d'Orléans, construit en 1935, avec en arrière-plan, le fleuve et l'île.

### Chaudière-Appalaches

#### Archipel de l'Isle-aux-Grues ou archipel deMontmagny

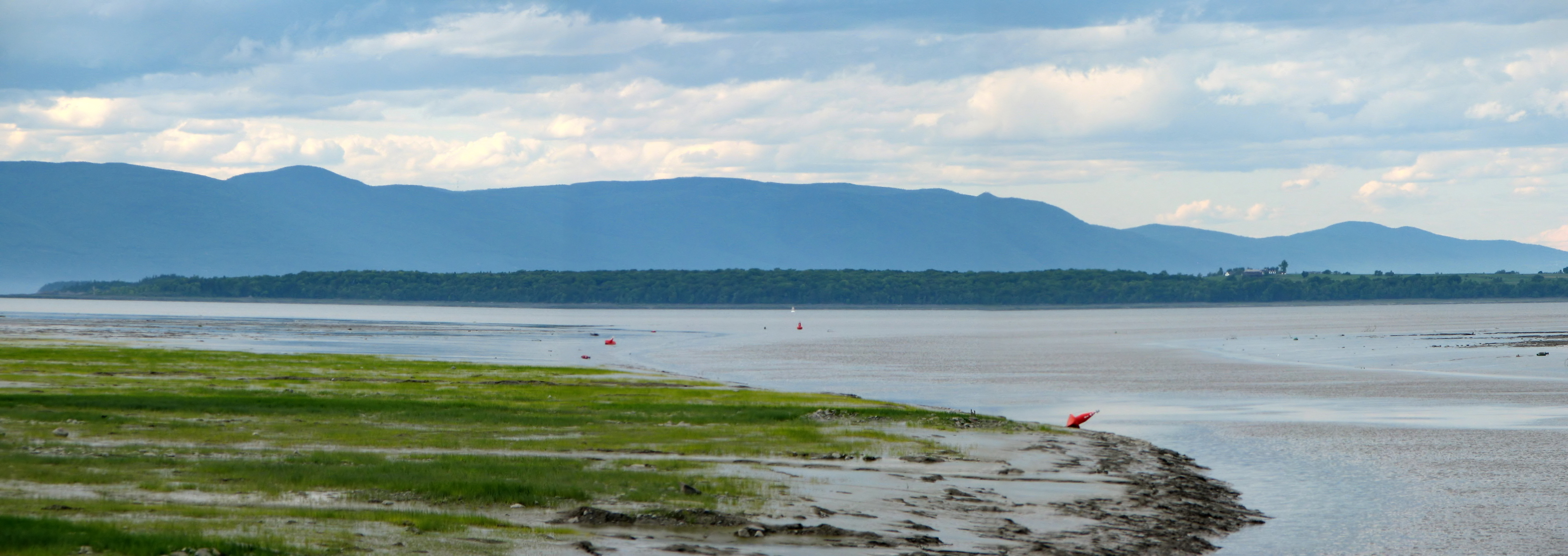
Panorama de l'Île aux Grues.

Cet archipel de 21 îles est situé dans le fleuve Saint-Laurent, région de Chaudière-Appalaches, entre la pointe nord-est de l'île d'Orléans et la municipalité de L'Islet (énumérées de l'amont en aval) :
- l'île Madame est la propriété de Laurent Beaudoin, président du conseil d'administration de Bombardier. L'accès y est interdit.
- l'île au Ruau, qui fait cinq sur un kilomètre, est la propriété de Sébastien Leboeuf, un promoteur immobilier de Québec, qui l'a acquise en 2012 pour la somme de 3,7 millions de dollars[3]. L'accès y est interdit.
- Grosse-Île, appelée jadis « l'île de la Quarantaine » parce qu'ancien lieu de quarantaine pour les immigrants irlandais au XIXe siècle.
- île Patience, les deux îles aux Frères (Îles Brother), île la Sottise, île Sainte-Marguerite, île Gointon, île à Deux Têtes, île du Calumet, île du Rocher Rouge, île à Durand, île aux Canards, île Longue, île de la Corneille, île du Cheval, île Ronde, île au Canot, île aux Grues (la seule habitée en permanence), île à l'Oignon, Île-aux-Oies (appartenant à un club de chasse privé).

### Charlevoix

#### Îles aux Loups Marins
Les îles aux Loups Marins sont des îlots situés au milieu du fleuve Saint-Laurent, en face de Petite-Rivière-Saint-François, dans la région de Charlevoix, et directement en face de Saint-Jean-Port-Joli, sur la rive sud. Le fleuve a déjà 22 km de largeur à cet endroit précis.

#### Rocher aux petits Pingouins
Le rocher aux petits Pingouins est un îlot de moins de 380 mètres de longueur, localisé à 3,5 kilomètres à l'est de l'île aux Oies, en face de Trois-Saumons (localisé à la latitude 47° 11' 54" et longitude -70° 23' 46").

#### Pilier-de-Pierre
C'est un îlot rocheux de moins de 80 m, situé à 5 km au nord-est de l'île aux Oies, qui comporte un phare (localisé à la latitude 47° 12' 20" et longitude -70° 21' 42")

#### Île aux Coudres

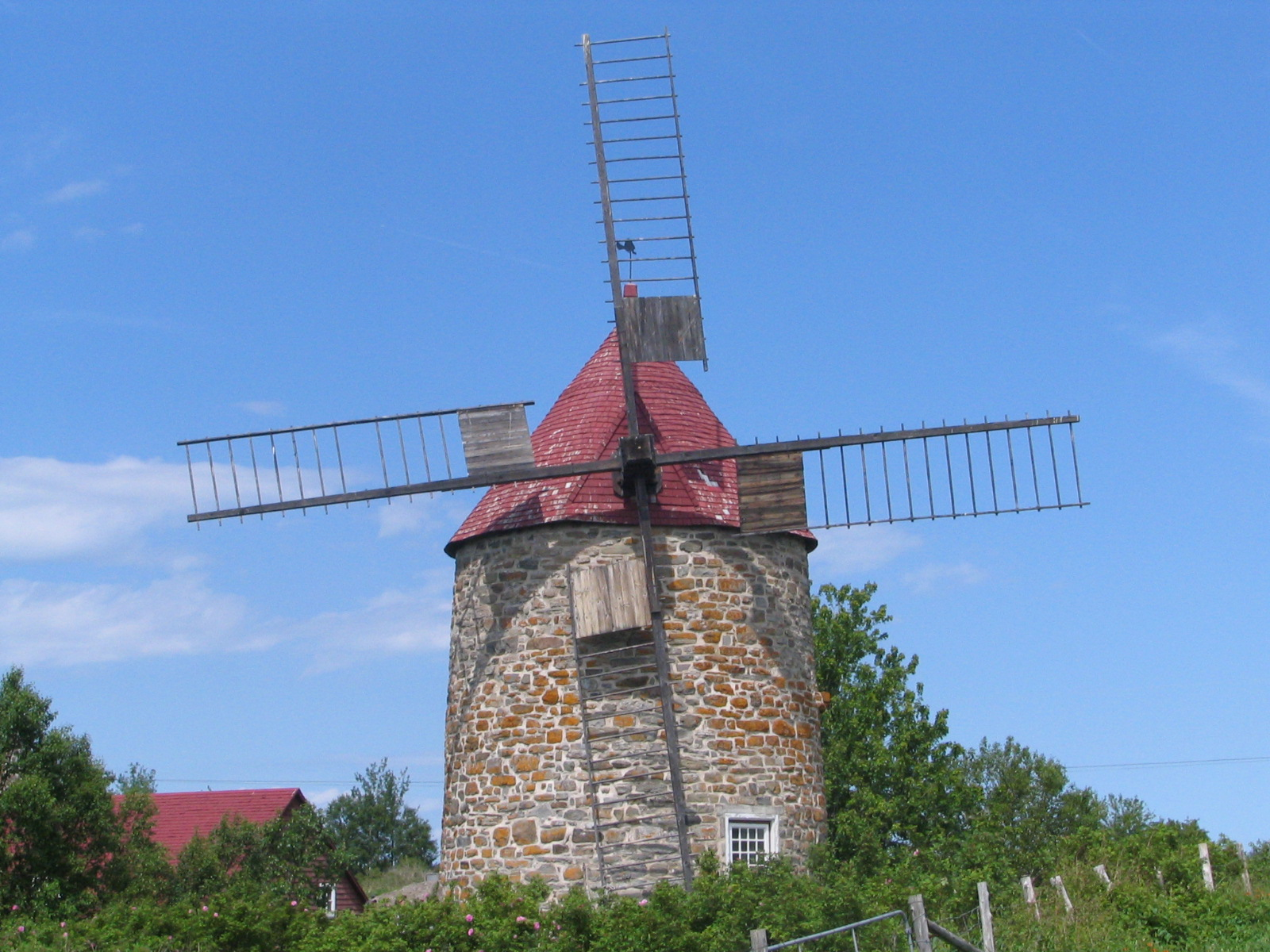
Moulin à vent de l'Économusée, sur L'Isle-aux-Coudres.

L'île aux Coudres est habitée et très pittoresque, d'une superficie de 30,1 km2. Elle est située en face de Baie-Saint-Paul à environ trois kilomètres de la rive nord du Saint-Laurent. On y accède par un traversier à partir de Saint-Joseph-de-la-Rive (Les Éboulements).

### Bas Saint-Laurent

#### Archipel de Kamouraska
Cinq îles forment l'archipel de Kamouraska, localisées directement en face du village de Kamouraska à 1,5 km de la rive. Elles sont toutes petites, la plus longue fait 1,5 km de long par 150 m de largeur. Ce sont l'île aux Corneilles, l'île de la Providence, l'île Brûlée, l'île aux Patins et la Grosse-Île. Une partie de l'archipel bénéficie d'un statut de protection, étant incluse à la réserve nationale de faune des îles de l'Estuaire.

#### Archipel Les Pèlerins
Les Pèlerins 47° 43′ 20″ N, 69° 42′ 34″ O, s'étire sur 7,5 km, en face de Saint-André de Kamouraska, à une douzaine de kilomètres au sud-ouest de la Pointe de la Rivière-du-Loup. C'est le lieu d'habitat des petits pingouins et c'est un site préservé, elle fait partie de La Réserve nationale de faune des îles de l'Estuaire et aucun débarquement n'y est permis. L'archipel est composé de cinq îles : 
- Le Petit Pèlerin, 47° 42′ 12″ N, 69° 45′ 25″ O.
- Le Long Pèlerin, 47° 43′ 21″ N, 69° 44′ 25″ O.
- Le Pèlerin du jardin, 47° 43′ 47″ N, 69° 43′ 28″ O.
- Le Pèlerin du milieu, 47° 43′ 56″ N, 69° 42′ 55″ O.
- Le Gros Pèlerin, 47° 44′ 48″ N, 69° 41′ 53″ O.

#### Île aux Fraises
Elle est la propriété du Service canadien de la faune (SCF). Elle est directement au sud-ouest de l'Île aux Lièvres, en plein milieu du fleuve, à 6 km des Pèlerins. 47° 45′ 03″ N, 69° 48′ 41″ O.

#### Île aux Lièvres
La Société Duvetnor, est propriétaire de l'île et de sa voisine, l'île du Pot-à-l'eau-de-Vie. L'île aux Lièvres a 13 km de longueur et possède 45 km de sentiers. On y a aussi aménagé des emplacements de camping, quelques chalets et la charmante auberge du Lièvre, qui compte six chambres. On y accède par bateau à partir de Rivière-du-Loup.

#### Îles du Pot à l'Eau-de-Vie
C'est un petit archipel formé de trois îlots47° 52′ 23″ N, 69° 41′ 08″ O : le Gros Pot, le Petit Pot et le Pot du Phare, avec son phare historique, accessible au public via Rivière-du-Loup; elles sont aussi appelées Brandypot Islands. Elles sont la propriété et administrées par la société Duvetnor.

#### Île Blanche
Elle est la propriété du Service canadien de la faune (SCF).

#### Île Verte

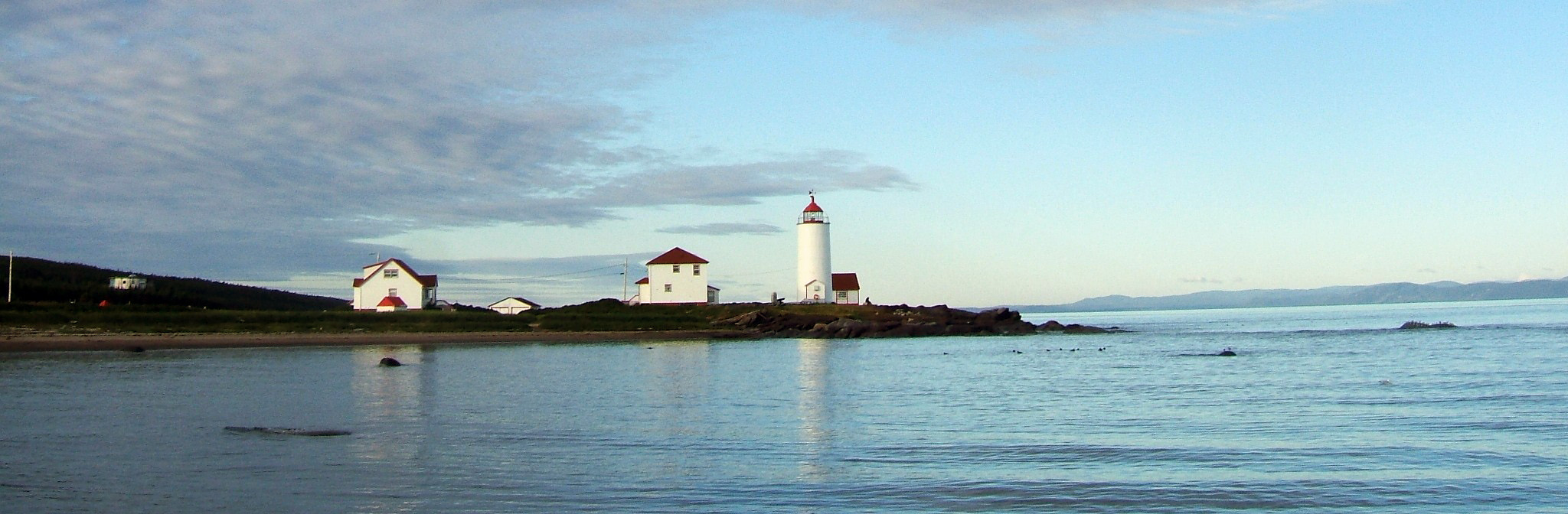
Panorama de L'île Verte et son phare

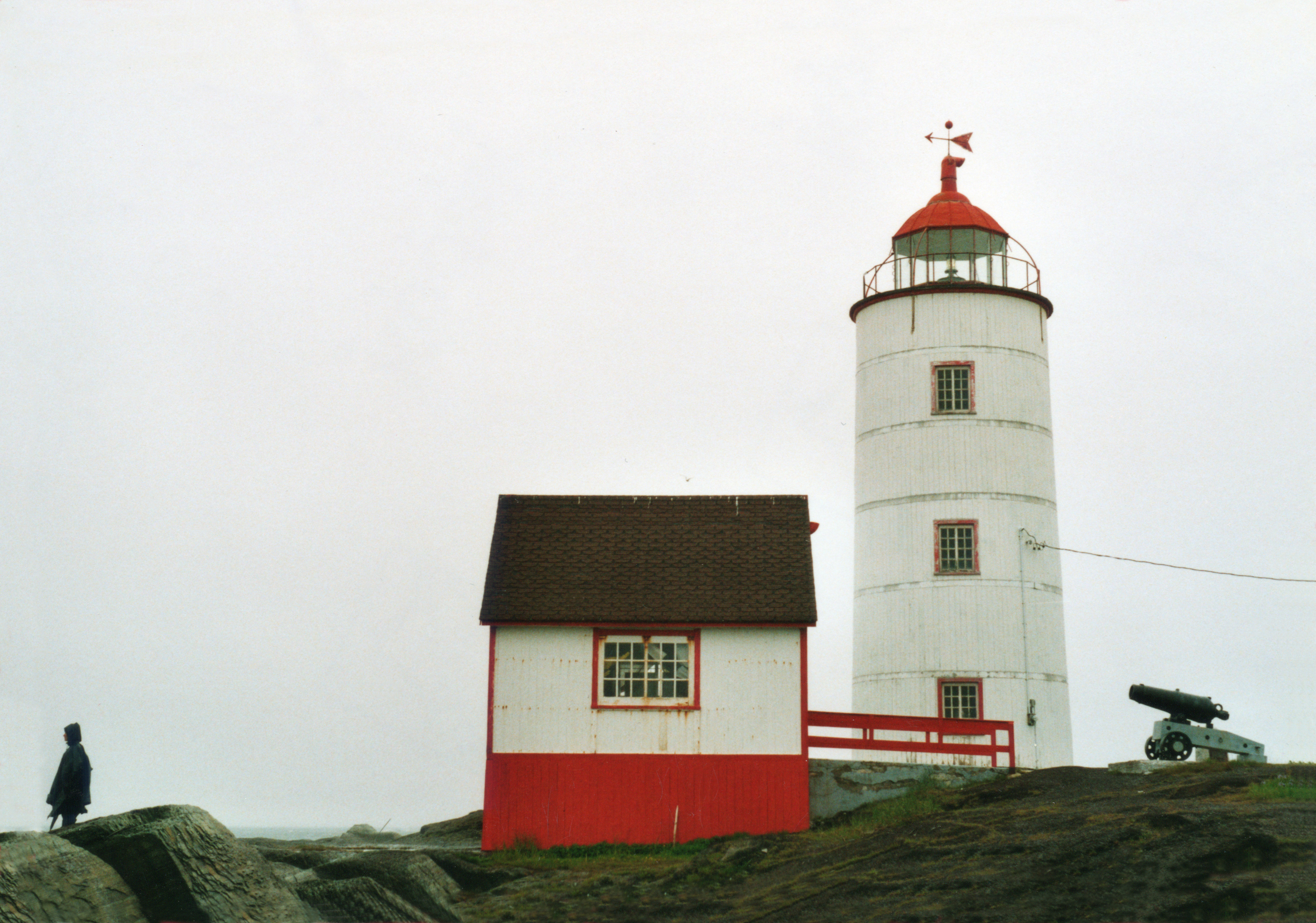
Phare de l'île Verte à Notre-Dame-des-Sept-Douleurs.

C'est une île d'importance, localisée à deux kilomètres de la rive sud, entre Cacouna et Trois-Pistoles. Constituant le territoire de la municipalité de Notre-Dame-des-Sept-Douleurs, elle est habitée à l'année, on y retrouve aussi le plus ancien phare du Saint-Laurent: le Phare de l'île Verte.

#### Île Rouge
Elle se situe exactement en face de l'embouchure de la rivière Saguenay, au beau milieu du fleuve Saint-Laurent, à 12 km au sud-est de Tadoussac. Elle fait partie de Notre-Dame-des-Sept-Douleurs, municipalité de l'Isle-Verte, dont elle est éloignée de neuf kilomètres.
Elle est également située vis-à-vis de l'Île Verte, mesure environ 200 mètres au plus large et 500 mètres au plus long. Habitée dès 1848, elle est aujourd'hui classée sanctuaire pour les oiseaux. Au 19e siècle, elle acquiert la réputation d'être un lieu à hauts risques pour la navigation, avec environ 160 naufrages recensés. À marée haute, la large bande de hauts-fonds qui l'entoure devient difficile à repérer, ce qui conduit à l'érection d'un phare pour limiter les pertes humaines et matérielles. Pendant près de deux siècles, des gardiens de phare y vivent avec leur famille, assurant un rôle de signalisation visuelle et sonore.
En juin 2019, Pêches et Océans Canada lance un appel d'offres pour démolir plusieurs bâtiments abandonnés, à l'exception du phare reconnu comme lieu patrimonial du Québec et du Canada. Sept constructions sont visées, dont la maison de l'assistant (1958), la maison du gardien (1965), trois cabanes, un hangar à bateau et l'abri du criard de brume (1945). Aucune soumission n'est déposée, les bâtiments demeurent debout mais laissés à l'abandon. Une tentative d'exploitation touristique, comprenant un hôtel et un restaurant haut de gamme, échoue après près de deux ans d'essais, notamment en raison des difficultés d'accès et des coûts. 
Malgré l'automatisation du phare et l'installation de panneaux solaires, certains pilotes de navire continuent de s'y référer comme repère fiable. Des passionnés publient en 2021 une édition spéciale du Bulletin des amis des phares retraçant l'histoire de l'île, la vie de ses habitants et ses naufrages, dans l'espoir de préserver ce patrimoine.

#### Île aux Pommes
C'est une ile privée, refuge de l'eider à duvet. Bien que toute petite, elle a été désignée comme zone importante pour la conservation des oiseaux. L'île et son propriétaire Gaston Déry, ont fait l'objet de deux importants reportages-télé à La Semaine verte.

#### Île aux Basques

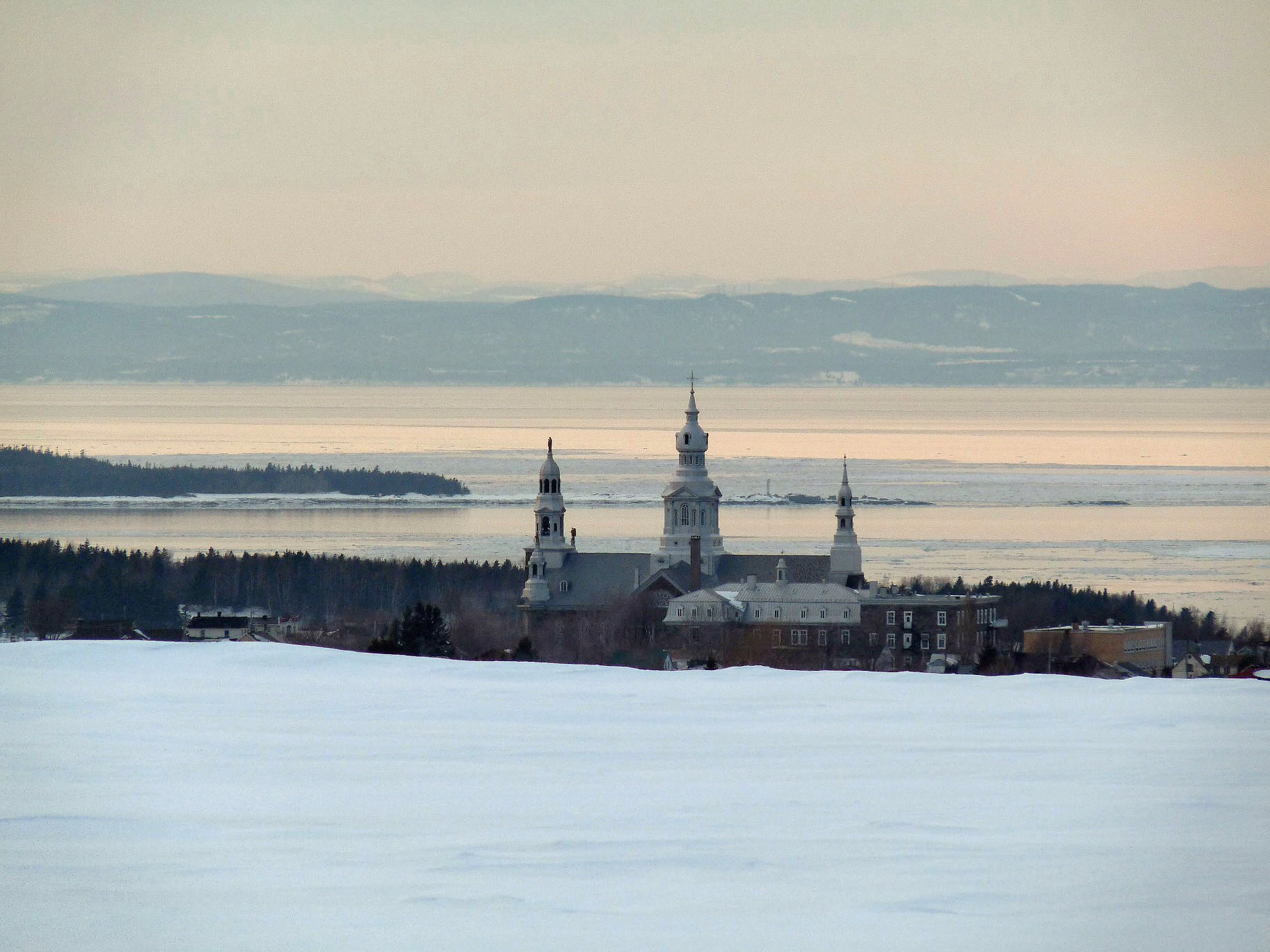
Trois-Pistoles en hiver avec l'île aux Basques en arrière-plan.

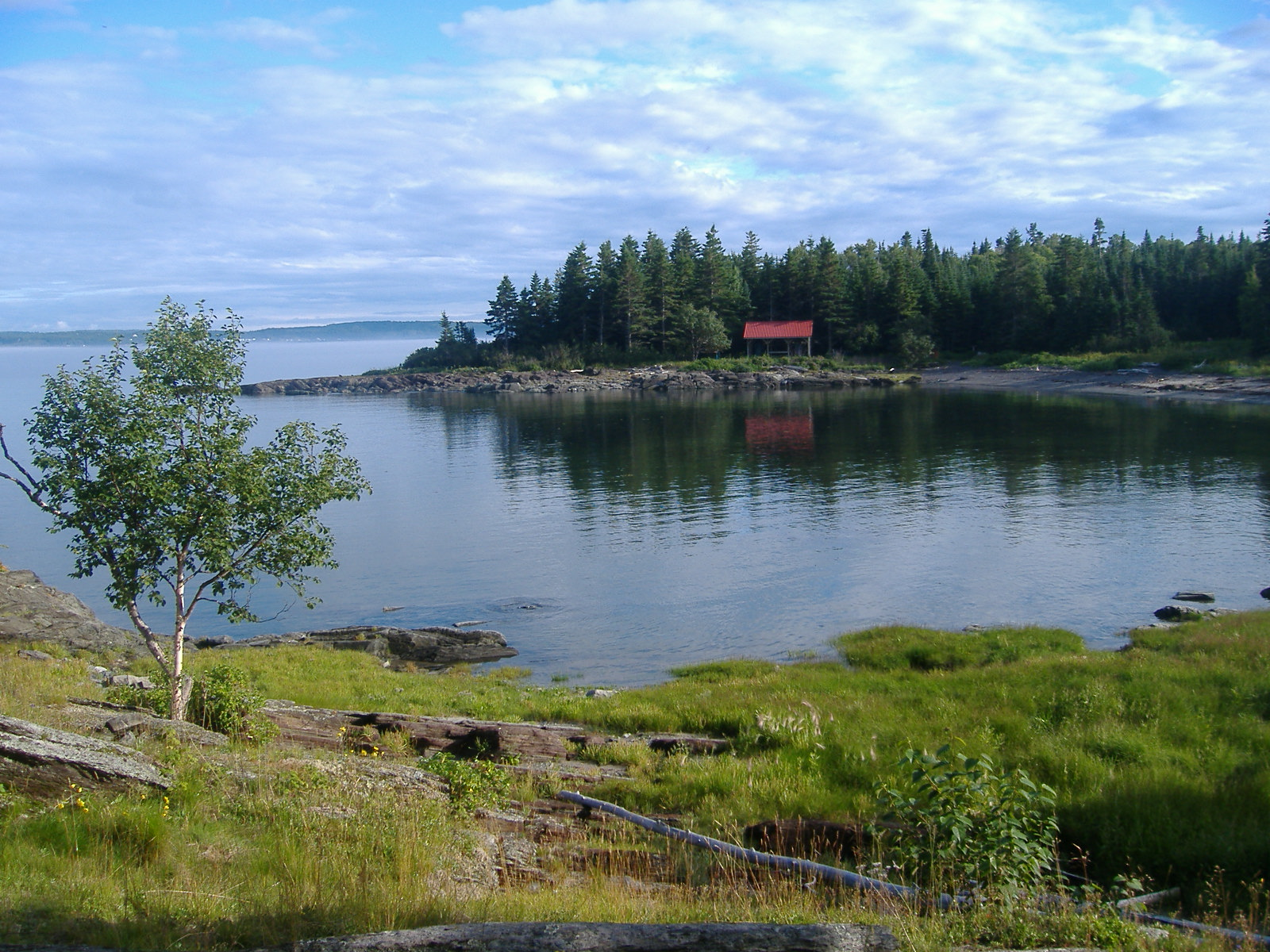
Photo prise à l'île aux Basques, depuis l'Anse d'en Bas

L'île doit son nom aux pêcheurs basques qui venaient y chasser, surtout la baleine, dans l'estuaire du Saint-Laurent juste en face de Trois-Pistoles.
Islets D'Amours
Trois petites îles (dont deux sont habités l'été) situées dans la baie à l'est du quai de Trois-Pistoles, accessibles à pied à marée basse.

#### Les Razades
Ce sont deux petites îles situées dans la MRC Les Basques, que la Société Provancher d'Histoire Naturelle du Canada a acquises en 1927 : la Razade d'en Haut, sur laquelle se trouvent deux croix, et la Razade d'en Bas.
Les Razades sont mises en valeur par la Société Provancher.

#### Îles du Bic
Les îles du Bic sont (d'Ouest en Est) :
- Île du Bic ;

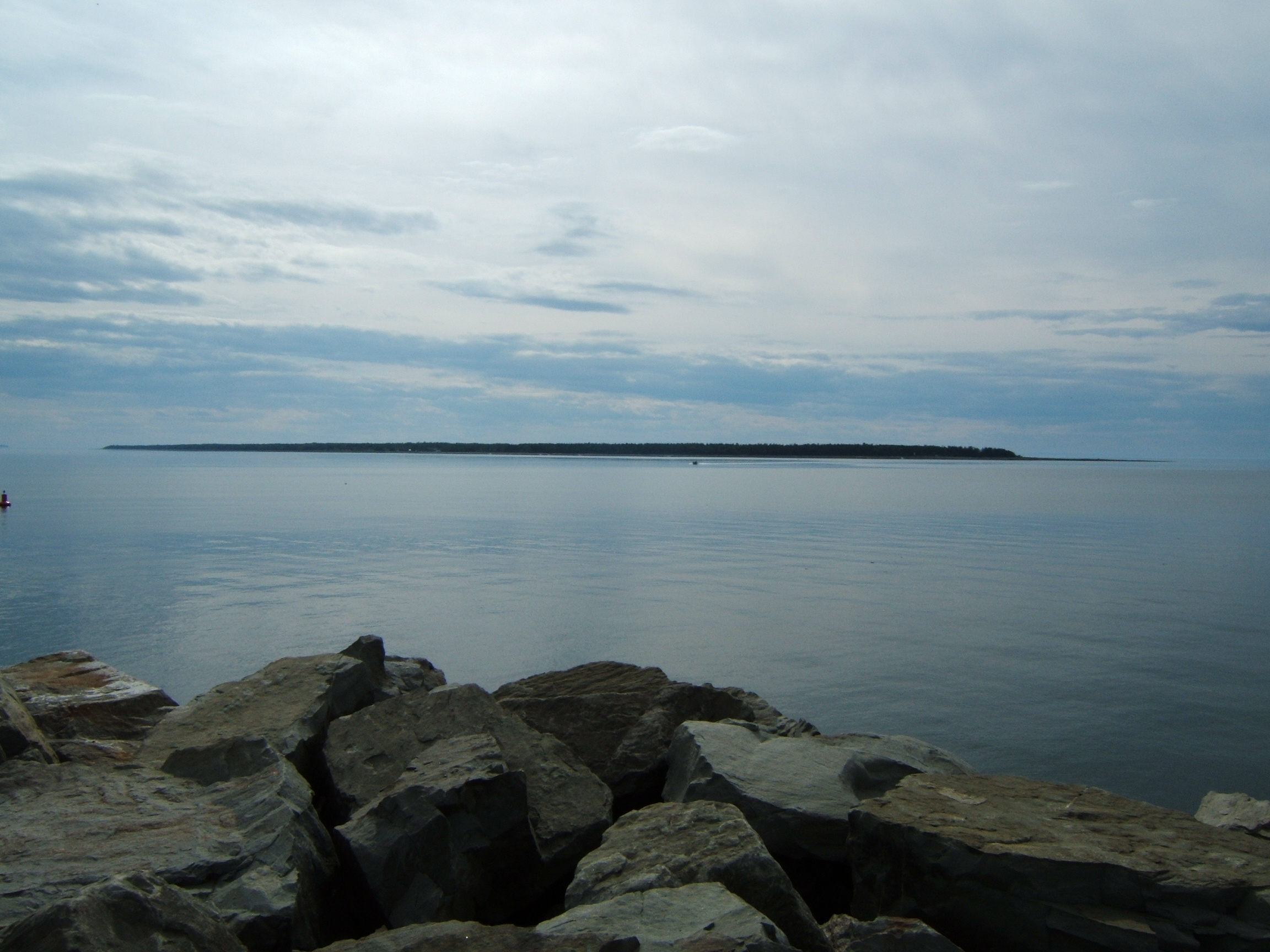
L'île Saint-Barnabé en face de Rimouski, sur le Saint-Laurent.

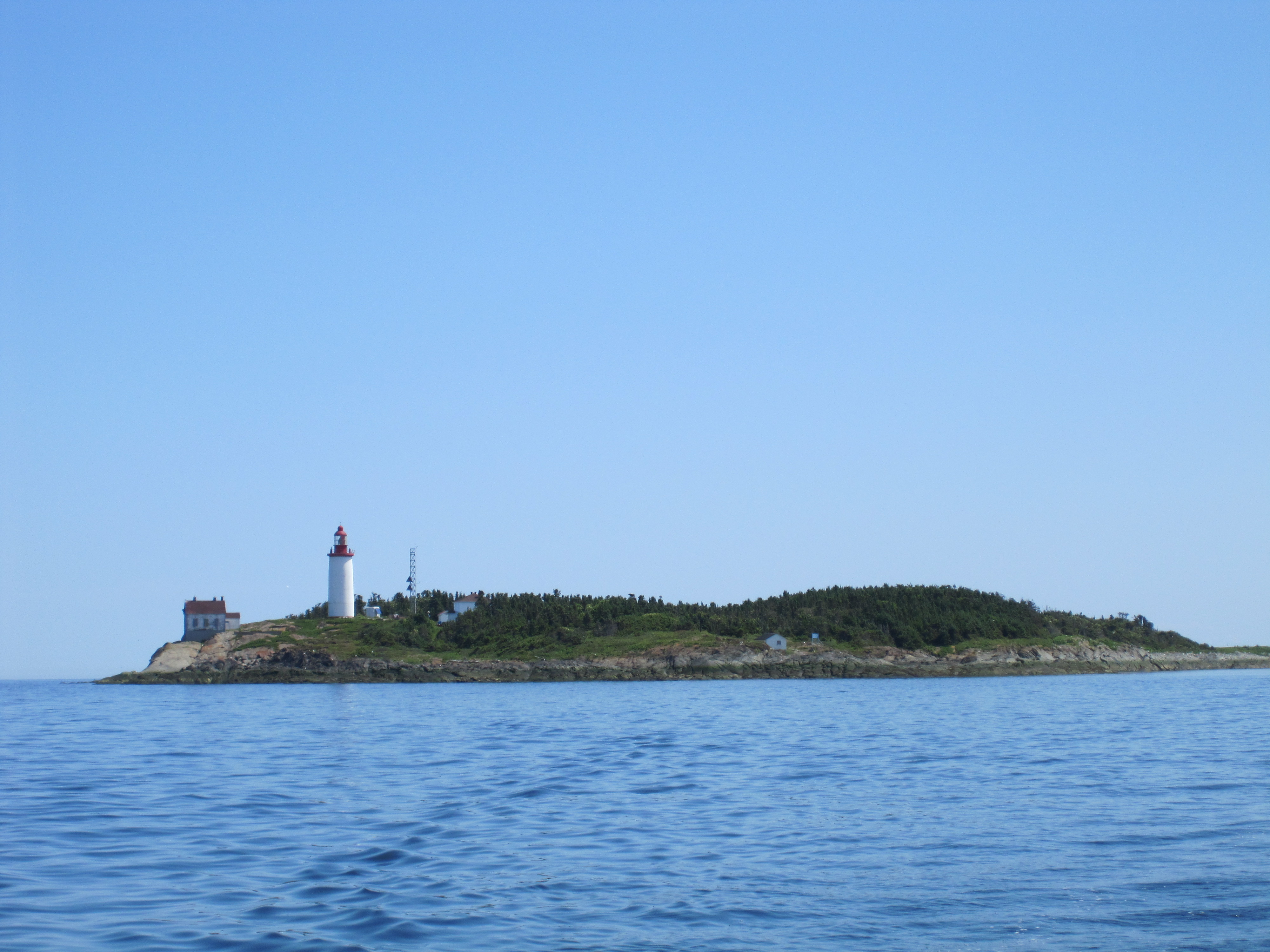
L'île Bicquette sur le Fleuve Saint-Laurent.

- Île Bicquette ; elle est toute petite et située à 9 kilomètres de la terre ferme. Son phare de 22,5 m de hauteur, date de 1844 et guidait les navires au large des îles et récifs du Bic ; l'île Bicquette abrite la plus importante colonie d'eider à duvet de l'estuaire du Saint-Laurent, on y dénombre plus de 10 000 nids ;
- Île Brûlée ;
- Île aux Amours : petite île située à environ 200 mètres du rivage dans l'Anse à Doucet, dans le parc national du Bic ;
- Île au Massacre : petite île, pleine d'histoire, située à environ 600 mètres du rivage de la Pointe-aux-Anglais, la plus à l'est du Bic.

Puis, en face de Rimouski :

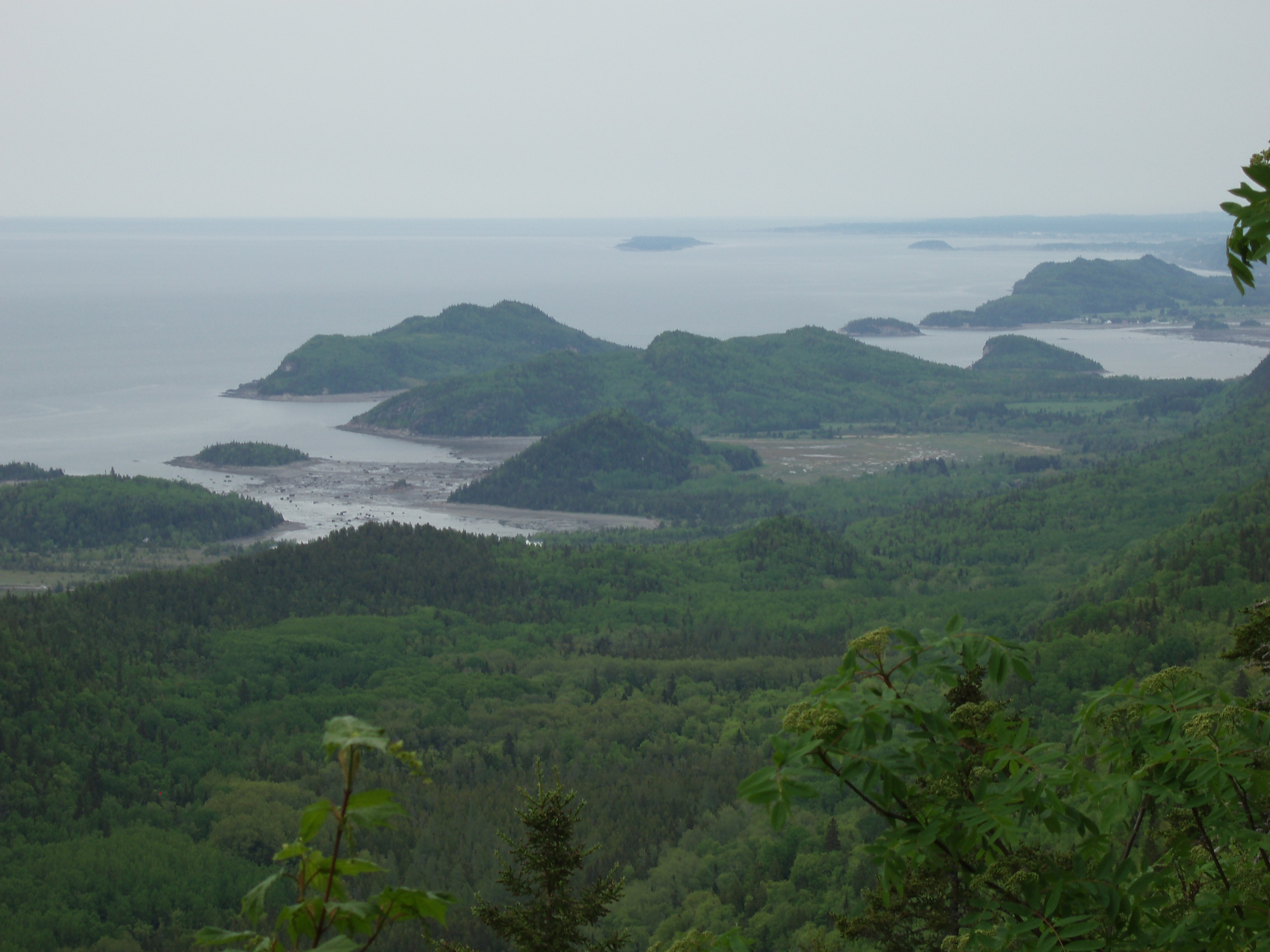
Les Îles et collines du Bic et le Fleuve Saint-Laurent.

- Île Saint-Barnabé, île d'importance, 5,5 kilomètres par 300 mètres, située à 2 kilomètres du quai de Rimouski et à 14 kilomètres à l'est des îles du Bic.
- Îlet Canuel, petit îlet entre le rivage et la pointe ouest de l'île Saint-Barnabé à Rimouski.

## Estuaire maritime

### Haute Côte-Nord
- Île aux Œufs[6], île isolée, à 22 kilomètres au nord de Baie-Trinité et 45 kilomètres au sud de Port-Cartier. L'île est particulièrement connue pour être le lieu du naufrage de la flotte britannique qui était venue avec plus de 12 000 hommes  dans le but de s'emparer de Québec, en août 1711. Une violente tempête s'éleva sur le fleuve et 900 marins périrent lors de ce naufrage sur les récifs de l'île aux Œufs; cela mettait fin à l'expédition.
- Île du Petit Caoui, en face de la pointe de la Baie-des-Homards, à 25 kilomètres au sud de Port-Cartier ;
- Île du Grand Caoui[7], située juste à l'est de la Baie-des-Homards, à 20 kilomètres au sud de Port-Cartier.
- Baie des Îles de Mai : marais salé d'une haute valeur écologique et paysagère, fermé par un arc d'îlots.

#### Archipel des Sept Îles
L'archipel des Sept Îles, situé en face de la ville de Sept-Îles sur la Côte-Nord du Saint-Laurent. Sept-Îles est une ville industrielle de 25 000 habitants, dans la Baie des Sept-Îles, une baie aux eaux profondes.
Les sept îles sont : l'île du Corossol faussement appelée île du Carrousel, l'île Manowin, l'île Grande-Basque, l'île Petite Basque, l'île Petite Boule, l'île Grosse Boule et les îlets De Quen, nommés en 1951, à l'occasion du troisième centenaire de la première messe célébrée à Sept-Iles, par le père jésuite Jean de Quen.

### Basse Côte-Nord

#### Archipel de Mingan
L'archipel de Mingan comprend plus de mille îles, îlots et cayes sur une distance de 150 km en zone côtière. Voici les principales :
- Île aux Perroquets, nommée à cause des macareux moine qu'on y trouve ;
- Île Nue de Mingan, la plus à l'ouest de l'archipel ;
- Île à Bouleaux de Terre et l'Île à Bouleau du Large ;
- Île du Havre de Mingan ;
- Grande Île, île Quarry et île Niapiskau, forment un trio d'îles importantes ;
- la Grosse Romaine et la Petite Romaine, près de l'embouchure de la rivière Romaine ;
- Île du Fantôme et l'île à Firmin ainsi que Grosse Île au Marteau et Petite Île au Marteau, entourent l'île du Havre, en face de Havre-Saint-Pierre ;
- Île de la Fausse Passe et l'île Saint-Charles, dans la baie des Trilobites ;
- Île Innu de Mingan, l'île à la Chasse (qui fait partie du refuge d'oiseaux de Betchouane) et l'île Sainte-Geneviève.

Dans la baie de Natashquan :
- Île Thériault, au fond de la baie et île Sainte-Hélène à Pointe-Parent ; cette dernière ferme l'embouchure de la rivière Natashquan.

#### Groupe d'îles du littoral
Il y a, à partir de 12 kilomètres à l'est de La Romaine, sur une distance de 50 km, une pléiade d'îles découpées le long du littoral. Seule l'île à la Brume est éloignée de la terre ferme. Cette partie de la Basse-Côte-Nord est la plus inhospitalière, sans route, ni village.

##### L'île à la Brume
L'île à la Brume est une petite Île, à 3 km du littoral, 100 km à l'est de Natashquan et 12 km à l'est de La Romaine. C'est une aire de nidification importante pour l'Eider à duvet et les autres oiseaux marins.

##### Les Îles de la baie des Loups
Elles sont situées au centre de ce trio d'archipels et voisin sud de la Baie Coacoachou et son île du Crocodile, à 110 km à l'est de Natashquan. Ce sont trois îles : île du Large, île aux Loups et l'île Uapaninakau. Elles accueillent les macareux de l'Atlantique.

##### Archipel de Sainte-Marie
L'archipel de Sainte-Marie est composé d'une dizaine d'îles et d'îlots et est situé sur la Basse-Côte-Nord, à 130 km à l'est de l'archipel de Mingan :
- Île Sainte-Marie et le refuge d'oiseaux des Îles Sainte-Marie ;
- Îles Cliff ;
- Îles aux Perroquets ;
- Île Galibois.

##### Archipel du Petit et du Gros Mécatina
Cet archipel fait partie de la municipalité de Gros-Mécatina, MRC Côte-Nord-du-Golfe-du-Saint-Laurent et est à moins de 140 km de la frontière du Labrador.
- L'île Harrington[10], célèbre pour avoir été le lieu de tournage du film québécois La Grande Séduction à Harrington Harbour. Elle constitue avec sept petites îles satellites, les « îles Harrington » et fait partie de l'archipel du Petit Mécatina ; elle se situe à 10 km au nord-est de Chevery (embouchure de la rivière Métagamiou).
- L'île du Petit Mécatina[11], fait partie de l'archipel du Petit Mécatina, la plus à l'ouest des deux et plus grosse que la seconde.
- L'île Providence[12], directement à l'est de l'île du Petit Mécatina, avec sa chapelle et quelques habitations pittoresques, elle est listée parmi les plus belles îles du Saint-Laurent[13].

Elle servait autrefois, d'avant-poste aux pêcheurs de Tête-à-la-Baleine, durant l'été. Les visiteurs peuvent loger dans le gîte aménagé dans le presbytère accolé à la charmante petite chapelle de l'île.
- L'île du Gros Mécatina[14] fait partie de l'archipel du Gros Mécatina, région de La Tabatière et Baie-des-Moutons ou Mutton Bay, sur la Basse-Côte-Nord.

##### Archipel de Kécarpoui
Comprend les îles Fecteau, Wood, de l'Indien, de l'Aigle, Lecouvé, Monger, Pagouatchiou, Petit Rigolet, de la Conserverie, Tshiahkunukua et la plus à l'est : l'île du Vieux poste.

##### Archipel de Saint-Augustin
Comprend les îles des Genévriers, du Forgeron, Bayfield, Cumberland, Canso et Tinder Box.
On retrouve aussi le refuge d'oiseaux de Saint-Augustin, dans l'archipel du même nom, sur la Basse-Côte-Nord du golfe Saint-Laurent, à 100 km du Labrador.

#### Archipel du Vieux Fort
L'archipel du Vieux Fortest constitué d'une constellation d'îles et d'ilots, situé à l'extrême est du Québec, à moins de cinquante kilomètres du Labrador, dans la Municipalité de Bonne-Espérance. L'île principale est l'île du Vieux Fort.
Cet archipel comprend aussi plus de vingt-huit îles, dont les principales sont :
- Île Verte, Île Bilodeau, Petite Île Verte, île du Cap, île Lobster, île des Esquimaux, île de la Baie ;
- Île Sealskin, île Baily, île Herbée, île Tinder Box, île Lizotte, île Hat, île Belvin, île des Naskapis ;
- Île Goulet, île George-Nother, île Bleue, le Joe Ben, île Salmon, Île-au-Pigeon, île Dunn ;
- Île de Bonne-Espérance, La Grande île, île Ignace, île Brûlée, île de la Demoiselle.

#### Baie de Brador et Blanc Sablon
Dans la baie de Brador, il y a sept îles et ilots : 
- Île du Bassin, en face de Brador, île du Paresseux, île Longue, îles Rocky, île aux Perroquets, îlet Pigeon.

En face des municipalités de Lourdes-de-Blanc-Sablon et Blanc-Sablon, collées à la frontière du Labrador, il y a aussi :
- L'île Verte ou île Greenly, c'est là qu'avait atterri d'urgence le Bremen en avril 1928. L'équipage allemand tentait de réussir le premier vol transatlantique de l'Europe vers l'Amérique du Nord[20].
- L'île au Bois (Coordonnées: 51° 23' 58" N / 57° 09' 27" O), qui est la plus à l'est du Québec, se situant à moins d'un kilomètre de la frontière du Labrador.

La région abrite aussi le refuge d'oiseaux de la baie Brador.

### Gaspésie

#### Île Bonaventure
Elle est située en Gaspésie, juste en face de la ville de Percé, à la limite du golfe du Saint-Laurent et de la baie des Chaleurs. L'île d'une superficie de 5,8 km2, héberge la plus importante colonie de fous de Bassan au monde (120 000 oiseaux) et fait partie du parc national de l'Île-Bonaventure-et-du-Rocher-Percé.

#### Rocher Percé
Ce spectaculaire îlot rocheux de 433 m de longueur, 90 m de largeur et 88 m de hauteur aux falaises verticales est le symbole de la Gaspésie et une destination touristique.

## Golfe du Saint-Laurent

### Île d'Anticosti
L'île d'Anticosti est la plus grande île du Québec avec ses 7 900 km2. Environ 300 habitants seulement vivent sur une si grande surface, concentrés à Port-Menier. Un paradis pour les chasseurs, on y compte plus de 150 000 chevreuils ou cerf de Virginie (Odocoileus virginianus). On y trouve aussi le parc national d'Anticosti, 572 km2, créé en 2001, ainsi que deux réserves écologiques.
Le nom « île d'Anticosti », fait partie des quatre-vingt-un noms d'intérêt pancanadien.

### Îles de la Madeleine

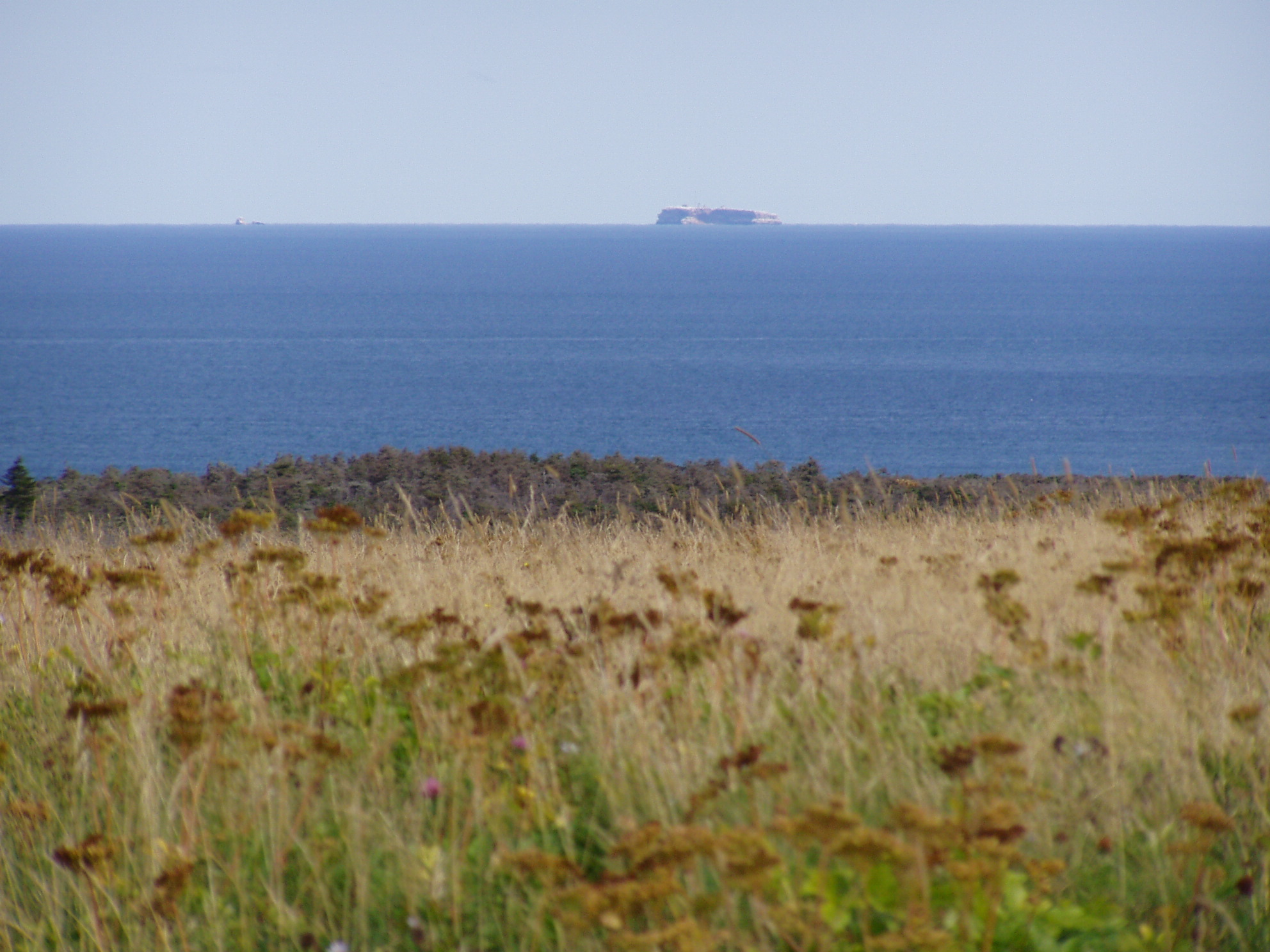
Rocher aux Oiseaux, vu de l'Île Brion, au nord des Îles-de-la-Madeleine.

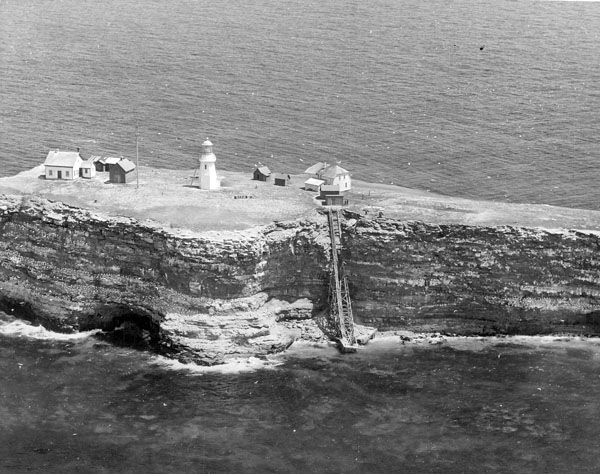
Phare des Rochers aux Oiseaux, à 20 km au nord-est de l'île Brion aux Îles-de-la-Madeleine

Les îles de la Madeleine sont l'archipel le plus éloigné de la terre ferme québécoise : à 220 km au sud-est de Gaspé et à 160 km au sud de la pointe est de l'Île d'Anticosti. Elles sont plus près des provinces maritimes : 180 km au sud-est du Nouveau-Brunswick, 150 km à l'ouest de Terre-Neuve, 80 km au nord-ouest de l'ile du Cap-Breton et 75 km au nord-est de l'Île-du-Prince-Édouard.
Dix îles sur 66 km2 composent l'archipel qui compte environ 12 600 habitants :
- l'île du Havre Aubert ;
- l'île de la Grande Entrée ;
- l'île du Havre aux Maisons ;
- l'île du Cap aux Meules, est l'île centrale de l'archipel ;
- l'île aux Loups ;
- la Grosse Île, municipalité de Grosse-Ile ;
- la pointe de l'Est principalement occupée par la réserve nationale de faune de la pointe de l'Est.

L'archipel comprend aussi quatre îles détachés du groupe principal : l'île d'Entrée, Le Corps-Mort
- l'île Brion et son phare au nord des îles. Voir Photo #1
- les Rochers aux Oiseaux avec son phare, à 20 km au nord-est de l'île Brion. Voir Photo #2

### La côte de Terre-Neuve
Terre-Neuve-et-Labrador est l'une des quatre provinces de l'Atlantique du Canada. Elle comprend l'île de Terre-Neuve, séparée du Québec par le détroit de Belle Isle au nord, un passage vers l'océan Atlantique. D'une superficie de 108 000 km2, elle bloque l'embouchure du fleuve Saint-Laurent vers la mer, formant ainsi le golfe du Saint-Laurent. La côte nord-ouest de l'île de Terre-Neuve fait face au golfe du Saint-Laurent sur 500 km.
Les îles de Terre-Neuve dans le golfe du Saint-Laurent sont :
- Current Island, en face de Foresters Point, Terre-Neuve, au sud du détroit de Belle-Isle, exactement à quatre kilomètres au sud de St-Barbe, départ du traversier vers Blanc Sablon au Québec. (Coordonnées: 51° 10' 23" N / 56° 50' 42" O) est au centre d'un archipel de 10 îles et ilots : Gooseberry Island, Mutton Island, Coot Island, Beef Island, Lobster Island et des ilots : Cape Island, Entry Island, Parpoise Rock, Grand Platter Rocks et Crab Rocks.
- Old Ferolle Island, île 2,6 kilomètres de longueur, en face de Blue Cove et Plum Point localisée à quatre cents mètres de la baie. (Coordonnées: 51° 04' 44" N / 56° 54' 06" O) ; elle est accompagnée de deux îlots plus au nord : Fish Island et Moyac Island.
- Île St-John (coordonnées de l'île: 50° 49' 00" N / 57° 16' 36" O) : île de 6,5 par 5,5 kilomètres, à huit kilomètres à l'ouest de Barr'd Harbour et à douze kilomètres au nord de Port-au-Choix. Elle est au centre d'un archipel de quatorze îles et ilots : les plus au nord (3,5 à 4 kilomètres), Twin Island (deux kilomètres) (Coordonnées de l'île : 50° 53' 21" N / 57° 17' 22" O), James Island, Fox Island (deux îles), Dolman Island, Whale et Young Whale Islands.
- Les plus proches de l'Île St-John sont Flat Island (la plus à l'ouest), Round Head Island, Hare Island, Turr Islands (deux îles) et la minuscule Hom Island.
- un trio d'îles, dans la baie de Port-au-Choix[22],[23] : Savage Island, (Coordonnées: 50° 43' 49" N / 57° 19' 03" O) la plus au nord, Round Island (minuscule) et Querré Island, la plus près du Port.
- Keppel Island, (Coordonnées: 50° 37' 43" N / 57° 19' 38" O) île isolée dans une baie au sud de Port Saunders, à environ 8 km au sud de Port-au-Choix.
- Ïles dans la région de Corner Brook :
  - Archipel de cinq îles, regroupées à moins de trois kilomètres du littoral, mais à trente cinq kilomètres au nord de Corner Brook : 
    - Île Spririt, la plus au nord de l'archipel (Coordonnées: 49° 14' 13" N / 58° 20' 39" O) ;
    - Île Hen, « aux Poules », toute petite (Coordonnées: 49° 13' 50" N / 58° 20' 08" O) ;
    - Île Big Pearl (Coordonnées: 49° 12' 23" N / 58° 17' 20" O) ;
    - Île Tweed aussi appelée French Island (Coordonnées: 49° 12' 17" N / 58° 21' 00" O) ;
    - Île Guernsey aussi appelée Wee Ball Island (Coordonnées: 49° 11' 03" N / 58° 22' 15" O).

  - Trio d'îles, dans Frenchman's Cove,  région de Corner Brook : 
    - Woods Island, six kilomètres de longueur, à deux kilomètres du littoral, dans Island Bay (la baie des Îles) à vingt kilomètres au nord-ouest de Corner Brook (Coordonnées: 49° 06' 04" N / 58° 13' 53" O) ;
    - Seal Island, petite île à cinq kilomètres à l'ouest de Woods Island et directement à l'est de Governors Island ;
    - Governors Island, à moins d'un kilomètre du littoral est, de la baie des Îles (Island Bay)(Coordonnées: 49° 04' 21" N / 58° 21' 02" O).

### La Nouvelle-Écosse
La Nouvelle-Écosse ( Nova Scotia en anglais) est une province maritime du Canada, située sur la côte atlantique du pays. Elle couvre une superficie de 55 500 km2 où vit une population de plus de 900 000 personnes (les Néo-Écossais). Elle est en fait une immense presqu'ile, rattachée au continent par une bande étroite de terre au fond de la baie de Fundy ; sa capitale est Halifax. Sa situation géographique fait de la Nouvelle-Écosse, la limite sud du golfe du Saint-Laurent.
- L'île St-Paul (coordonnées: 47° 11' 20" N 60° 10' 05" O), qui a environ cinq kilomètres de longueur par plus d'un kilomètre de largeur et qui est inhabitée. L'île est à 25 km au nord-est de la pointe nord de l'île du Cap-Breton en direction de Terre-Neuve, dans le détroit de Cabot[21]. Ce détroit est le plus important lien maritime (110 km de largeur) entre le golfe du Saint-Laurent et l'océan Atlantique.

- L'île du Cap-Breton, en anglais Cape Breton Island, en Nouvelle-Écosse a une superficie de 6 300 km2; une population de 166 000 habitants ; sa principale ville est Sydney. Au centre de cette île on trouve le parc national des Hautes-Terres-du-Cap-Breton, traversé par la piste Cabot (aussi appelée le sentier Cabot ou Cabot Trail en anglais) qui est une route très panoramique. L'île du Cap-Breton ne devrait plus porter le statut d'île : il y a maintenant une chaussée, reliant l'île au continent. L'île fait partie des quatre-vingt noms d'intérêt pancanadien[21].

- L'île de Chéticamp en Nouvelle-Écosse, en face du village du même nom, mesure du nord au sud six kilomètres. C'est en fait une presqu'île, reliée au continent par « Le Banc », un isthme très étroit qui ferme le havre au sud. Cette île est à 6 km de la Montagne Noire haute de 380 m et de la montagne des Écureuils de 450 m d'altitude, au sud de la première.

- Sea Wolf Island[24], ou île du Loup-Marin appelée aussi Margaree Island, située en face de Inverness. Cette île constitue la réserve nationale de faune de l'Île Sea Wolf.

- Île de Pictou, petite île coincée entre l'Île-du-Prince-Édouard et la Nouvelle-Écosse en face de Caribou, N-É (Coordonnées: 45° 48' 27" N 62° 36' 10" O).

### L'Île-du-Prince-Édouard
L'Île-du-Prince-Édouard (L'île fait partie des quatre-vingt-un noms d'intérêt pancanadien) est une province maritime du Canada, séparée du continent par le détroit de Northumberland ; elle a une superficie de 5 600 km2, mesure 224 km de long, mais sa largeur moyenne est de moins de 30 km, donc plus petite que l'île d'Anticosti au Québec, mais elle compte une population de 135 000 habitants.
L'Île-du-Prince-Édouard est aussi appelée le « berceau de la Confédération ».
L'île, dont le relief est plat, reconnue pour son sol rouge, est aussi surnommée le « jardin du Golfe », et surtout l'« île aux patates » en raison de l'importante production de pommes de terre.
Le pont de la Confédération relie l'île avec le Nouveau-Brunswick depuis 1997, il est long de 12,9 km.
Les seules îles à l'extérieur de l'île principale, se retrouvent dans la Baie de Malpèque, (superficie de 244 km2) :
- Lennox Island, (Coordonnées de l'île: 46° 37' 43" N / 63° 52' 31" O), île habitée, d'environ 3,75 km de longueur ;
- Bird Island, (Coordonnées de l'île: 46° 35' 34" N / 63° 49' 56" O), petite île carrée, de moins de 1 km de longueur ;
- Hog Island, (Coordonnées de l'île: 46° 35' 25" N / 63° 47' 35" O), île triangulaire, de moins de 1,8 km de longueur ;
- Ram Island, (Coordonnées de l'île: 46° 32' 13" N / 63° 45' 17" O), petite île ronde, de moins de 600 m de longueur ;
- Courtin Island, (Coordonnées de l'île: 46° 31' 39" N / 63° 47' 25" O), île triangulaire, de moins de 2 km de longueur.

### Les côtes du Nouveau-Brunswick
Îles à l'embouchure du fleuve Miramichi :
- Île du Portage (Coordonnées: 47° 10' 16" N / 65° 03' 06" O), cette île constitue la Réserve nationale de faune de l'Île-Portage ;
- Fox Island, et sa jumelle Huckleberry Island, deux îles longilignes, bout à bout, sont directement au sud de l'Île Portage ;
- Bay du Vin Island, au centre de la baie ;
- Île aux Foins, petite et près de la côte-nord de la baie.

Îles de la pointe Nord-est du Nouveau-Brunswick :
- Île Miscou (Coordonnées: 47° 55' 08" N / 64° 35' 45" O), la partie du Nouveau-Brunswick la plus au nord ;
- Île de Lamèque, entre île Miscou et Shippagan ;
- Île de Pokesudie et îlette de Pokesudie, aussi Pokesoudie ; ces deux îles sont directement à l'ouest de l'Île de Lamèque ;
- Île Caraquet, localisée à six kilomètres à l'ouest de Île de Pokesudie.

Île de la baie des Chaleurs, bras du golfe du Saint-Laurent séparant la péninsule gaspésienne du Nouveau-Brunswick ; le nom Baie des Chaleurs fait partie des quatre-vingt-un noms d'intérêt pancanadien :
- Île aux Hérons, Nouveau-Brunswick, 7 km de longueur, en face de Carleton-sur-Mer au Québec.

## Environnement

### Faune aviaire
Selon une estimation de 2004 du SCF, les habitats côtiers et insulaires de l'estuaire et de la partie québécoise du golfe du Saint-Laurent sont fréquentés par environ 400 000 couples d'oiseaux de mer en période de nidification, répartis en dix-neuf espèces.
Quatre secteurs sont particulièrement riches quant à l'abondance et la diversité des oiseaux marins qui s'y reproduisent :
- l'île du Corossol et l'archipel des Sept-Îles, face à Sept-Îles ;
- les îles Sainte-Marie, sur la Basse-Côte-Nord ;
- l'île Bonaventure et le rocher Percé, face à Percé ;
- le rochers aux Oiseaux et l'île Brion, aux Îles-de-la-Madeleine.

### Érosion des berges
Les nombreuses îles de l'estuaire et du golfe du Saint-Laurent souffrent d'érosion de leurs berges.
Plus de 50 % des berges sont sensibles à l'érosion dans la région maritime du Québec, qui compte 3 500 km de côtes.
On retrouve Sept-Îles et les Îles-de-la-Madeleine, dans la liste des territoires du Québec maritime, les plus sensibles à ce phénomène.

### Changements climatiques
Les effets des changements climatiques se font sentir sur les berges et provoquent leur érosion.

## Tourisme
Tantôt perçues comme une destination touristique (à Percé) ou un ilot oublié dans le Saint-Laurent, les activités sont nombreuses, variées et bien organisées : croisières, excursions en bateau, ornithologie, agrotourisme, observation de la faune, visite de phare, kayak de mer, destination nature, visites commentées et même de la chasse aux chevreuils à Anticosti ou à l'oie blanche dans l'archipel de l'Isle-aux-Grues.

Plusieurs des îles ont conservé ou restauré les phares et les charmantes maisons du gardien du phare ou de l'assistant-gardien. Elles sont empreintes d'histoire et elles sont maintenant transformées en auberge à louer. Elles vous convient, principalement de mai à octobre, mais certaines le sont en toute saison.